# TIM Brasil
TIM Brasil Serviços e Participações S.A., comunemente nota come TIM Brasil, è un'azienda brasiliana di telecomunicazioni, indirettamente controllata da TIM S.p.A., che opera nel settore della telefonia mobile e fissa.
Fondata nel 1995, il quartier generale si trova a Rio de Janeiro ed è quotata sui listini BM&F Bovespa e NYSE, nelle borse di San Paolo e New York rispettivamente.

## Storia

### Origini
Fondata in Brasile il 15 luglio 1995, dopo la divisione delle attività di telefonia fissa e mobile di Telecom Italia, il 22 maggio 1998 il governo brasiliano trasferì alla società Tele Celular Sul Participações, le proprietà di Telepar Celular, Telesc Celular e CTMR Celular. A Tele Nordeste Celular Participações furono affidate le compagnie Tele Celular, Telepisa Celular, Teleceará Celular, Telern Celular, Telpa Celular e Telasa Celular. Cominciò l'attività in Brasile nel 1998.

### 2000-2003
Il 28 novembre 2000, TIM Participações annunciò l'acquisizione totale di Maxitel, passando a detenere il 96,6% delle partecipazioni azionarie della società, e il 30 ottobre 2002 Anatel (Agencia Nacional de Telecomunicaçoes) ne approvò l'acquisto delle azioni. Nel 2003, TIM Nordeste e TIM Sul investirono R$152.8 milioni in investimenti volti a migliorare la rete GSM. Nello stesso anno, l'holding raggiunse i 4 milioni di clienti.

### 2004-2006
Nel 2004 furono incorporate le società TIM Nordeste, TIM Sul e Tele Nordeste Celular (gruppo TIM Nordeste). Il 25 aprile 2005, TIM Participações annunciò la proposta di incorporare la totalità delle azioni di TIM Sul e TIM Nordeste. L'unificazione di tutte le operazioni sul territorio brasiliano, nella sola holding TIM Participações, avvenne il 1º febbraio 2006.
Il 17 marzo 2006 avvenne lo scorporo delle attività della telefonia cellulare a favore di TIM Celular.

### 2007-2009
Il 16 febbraio 2007, Telecom Italia decise di vendere TIM Brasil, non accettando però in sede finale le offerte pervenute. Nello stesso anno il consorzio Telco, composto dagli istituti di credito italiano Mediobanca, Generali, Intesa Sanpaolo e dalle società Sintonia (del gruppo Benetton) e Telefónica, acquistò l'holding Olimpia, che era detentrice del 18% di Telecom Italia. La nuova composizione azionaria fu approvata da Anatel, organo relatore del settore delle telecomunicazioni in Brasile, ad ottobre 2007.
A maggio 2007, TIM Participações acquisì da Anatel la licenza per il servizio di telefonia fissa STFC (Serviço Telefónico Fixo Comutado), servizio interrotto nel 2009 e sostituito da TIM Fixo e il 16 aprile 2009 comprò Intelig Telecomunicações, sua principale rivale nel ramo delle telecomunicazioni. L'acquisto fu raggiunto a partire dalle composizioni azionarie che includevano Holdco Participações e TIM Participações.

### 2010-2012
L'8 luglio 2011, TIM Participações comprò la società AES Atimus per 1,6 miliardi di reais, con l'intenzione di raggiungere 1 milione di clienti per TIM Fiber. Nello stesso mese, TIM Participações sorpassò Claro diventando il secondo maggior operatore del Paese. A dicembre dello stesso anno, l'holding negoziò con Sky per vendere in unione i propri prodotti. A inizio 2012, l'operatore inoltrò ad Anatel la proposta di comprare le frequenze 4G fisse a 2,5 GHz nelle regioni di Rio de Janeiro, Espírito Santo, Paranà e Santa Catarina, il cui valore stimato era di 340 milioni di reais. In seguito all'inchiesta sulle SIM false, alle dimissioni del direttore generale Luca Luciani e all'obbligo di sospensione della vendita delle SIM in diciannove stati, l'operatore scelse come presidente Andrea Mangoni, in quel momento direttore finanziario di Telecom Italia.
Al 2011 raggiungeva in GSM il 93% della popolazione urbana brasiliana.

### 2013
Il 7 febbraio, il direttore generale Andrea Mangoni ha annunciato le sue dimissioni dal gruppo Telecom Italia, previste ufficialmente per il 30 aprile. Al suo posto, in qualità di AD di TIM Participações, subentrerà Rodrigo Abreu, a partire dal 4 marzo.

## Labusiness unitBrasile di Telecom Italia
La capogruppo Telecom Italia S.p.A., tramite la controllata Telecom Italia Finance S.A., detiene interamente TIM Brasil Serviços e Participações S.A. Quest'ultima a sua volta controlla TIM Participações S.A., che opera sul mercato della telefonia del Brasile con il marchio TIM attraverso le due  controllate: TIM Celular S.A. per la telefonia mobile e TIM S.A. per quella fissa.
Il gruppo è dunque così strutturato:
- Telecom Italia S.p.A. (Roma, Italia)
  - Telecom Italia Finance S.A. (Lussemburgo, Lussemburgo) - 100%
    - TIM Brasil Serviços e Participações S.A. (Rio de Janeiro, Brasile) - 99,9999%[17]
      - TIM Participações S.A. (Rio de Janeiro, Brasile) - 66,58%
        - TIM Celular S.A. (San Paolo, Brasile) - 100% (telefonia mobile)
        - TIM S.A. (San Paolo, Brasile) - 99,99% (telefonia fissa)

## Prodotti e servizi
TIM Live è un servizio Internet di banda larga, offerto in alcune zone di San Paolo e Rio de Janeiro, basato sulla tecnologia VDSL2, a due velocità: da 20 a 35 Mbps e da 30 a 50 Mbps. TIM ha annunciato investimenti fino a R$100 milioni l'anno, dentro un piano da R$3 miliardi, permesso dall'acquisizione del network AES Atimus.

## Identità aziendale

### Loghi

1995-1998
1999-2004
2004-2016
in uso dal 2016

## Criticità
Il 5 maggio 2012 il direttore generale Luca Luciani si è dimesso a seguito dell'inchiesta sulle SIM false intestate a personaggi inesistenti e a persone decedute che lo vede coinvolto, spiegando di voler concentrarsi sulla vicenda giudiziaria.
Il 18 luglio 2012, Anatel proibì agli operatori TIM, Claro e Oi di vendere carte SIM in diversi stati del Brasile, a causa dell'alto numero di reclami da parte di utenti del servizio mobile.

## Sponsorizzazioni
TIM Brasil sponsorizza 9 dei maggiori club brasiliani di calcio: Bahia, Corinthias, Flamengo, Grêmio, Internacional, Palmeiras, São Paulo, Vasco e Vitória.